# Caenolestes sangay
Caenolestes sangay is een zoogdier uit de familie van de opossummuizen (Caenolestidae). De wetenschappelijke naam van de soort werd voor het eerst geldig gepubliceerd door Ojala-Barbour et al. in 2013.

## Voorkomen
De soort komt voor op de oostelijke hellingen van de Andes in Ecuador, onder andere in Nationaal park Sangay waar de soort naar vernoemd is.